# Вилнев Сен Жорж
Вилнев Сен Жорж (фр. Villeneuve-Saint-Georges) град је у Француској, у департману Долина Марне.
По подацима из 1999. године број становника у месту је био 28.361.

## Демографија
| 1962.  | 1968.  | 1975.  | 1982.  | 1990.  | 1999.  | 2011.  |
| ------ | ------ | ------ | ------ | ------ | ------ | ------ |
| 28.091 | 30.467 | 31.664 | 28.119 | 26.952 | 28.361 | 32.767 |

## Партнерски градови
- Корнвестхајм